# Multiverse United
Multiverse United (promocionado también como Multiverse United: Only the Strong Survive) fue un evento de pago por visión (PPV) de lucha libre profesional coproducido por Impact Wrestling y New Japan Pro-Wrestling (NJPW) como parte de WrestleCon. Tuvo lugar el 30 de marzo de 2023 en el Globe Theatre de Los Ángeles, California. El evento fue el segundo evento Multiverse promovido por Impact durante el fin de semana de WrestleMania como parte de WrestleCon, luego de Multiverse of Matches en 2022, estableciendo así el evento Multiverse como un evento anual.

## Producción
En octubre de 2019, New Japan Pro-Wrestling (NJPW) anunció su expansión a los Estados Unidos con su nueva división estadounidense, New Japan Pro-Wrestling of America. El 31 de julio de 2020, NJPW anunció una nueva serie semanal titulada NJPW Strong. Como parte de la expansión de NJPW a los Estados Unidos, la serie sería producida por NJoA. El 30 de enero de 2023, NJPW anunció que todos los futuros eventos estadounidenses de la promoción llevarían el nombre «Strong». Multiverse United se emitiría más tarde como parte de la serie NJPW Strong on Demand.
El 9 de febrero de 2023, Impact Wrestling y NJPW anunciaron que estaban coproduciendo un evento como parte de la WrestleCon de ese año llamado Multiverse United: Only the Strong Survive, que se llevaría a cabo en el Globe Theatre el jueves 30 de marzo de 2023, transmitido en vivo por FITE. 

## Resultados
- Pre-show: Yuya Uemura derrotó a Gabriel Kidd (7:52).[8][9]
  - Uemura cubrió a Kidd después de un «Diving Crossbody».
- Trey Miguel derrotó a Clark Connors, Frankie Kazarian, Kevin Knight, Rich Swann y Rocky Romero y retuvo el Campeonato de la División X de Impact (7:11).[10][11]
  - Miguel cubrió a Knight después de un «Spear» de Connors desde el aire.
- Alex Coughlin, Callihan, Fred Rosser & PCO derrotaron a Eddie Edwards, Joe Hendry & Team Filthy (Tom Lawlor & J. R. Kratos) (12:24).[10][12]
  - PCO cubrió a Kratos después de un «PCO-Sault».
- Jeff Cobb derrotó a Moose (11:51).[10][5]
  - Cobb cubrió a Moose después de un «Tour of the Islands».
- Deonna Purrazzo derrotó a Gisele Shaw, Masha Slamovich y Miyu Yamashita (9:20).[10][13]
  - Purrazzo cubrió a Shaw después de un «Queen's Gambit».
  - Como resultado, Purrazzo fue agregada al combate por el Campeonato Mundial Impact Knockouts en Rebellion.
- ABC (Ace Austin & Chris Bey) derrotaron a Aussie Open (Kyle Fletcher & Mark Davis), The Motor City Machine Guns (Alex Shelley & Chris Sabin) y TMDK (Bad Dude Tito & Shane Haste ) y retuvieron el Campeonato Mundial en Parejas de Impact (13:22).[10][14]
  - ABC cubrió a Tito después de un «Art of Finesse» seguido de un «The Fold».
- KUSHIDA derrotó a Lio Rush (12:42).[10][15]
  - KUSHIDA obligó a Rush a rendirse con un «Hoverboard Lock».
  - Después del combate, ambos hombres se abrazaron en señal de respeto.
- KENTA derrotó a Minoru Suzuki y retuvo el Campeonato Peso Abierto de NJPW STRONG (15:27).[10][9][16]
  - KENTA cubrió a Suzuki con un «Roll-Up» después de un «Low Blow».
- Hiroshi Tanahashi derrotó a Mike Bailey (15:16).[10][9]
  - Tanahashi cubrió a Bailey después de un «High Fly Flow».
  - Después del combate, Tanahashi ayudó a Bailey a ponerse de pie en señal de respeto.